# محطة ليموج بينيديكتان
محطة ليموج بينيديكتان تُعد المحطة الرئيسية من بين محطتي السكك الحديدية في ليموج، الواقعة في إقليم فيين العليا ضمن منطقة أقطانية الجديدة.
تشكل المحطة عقدة رئيسية في منطقة ليموزان، إذ تستقبل 1.6 مليون مسافر سنويًا. تتوسط شبكة سكك حديدية تتفرع في ثمانية اتجاهات، حيث تربطها أربع خطوط بمدن رئيسية، منها باريس عبر شاتورو وأورليان، وتولوز ومونتوبان، وبواتييه، وأنغوليم وبيريغو. تعمل أيضًا كمحطة للحافلات الإقليمية.
افتُتحت المحطة عام 1856 على يد شركة سكك حديد باريس أورليان، تزامنًا مع تشغيل الامتداد الجنوبي للخط القادم من أورليان إلى ما بعد أرجونتون سور كروز. استمرت المحطة الأولى في الخدمة لأكثر من سبعين عامًا قبل أن تُستبدل بالمبنى الحالي، الذي افتُتح عام 1929. يجسد هذا المبنى تحفة معمارية، ويُعد رمزًا للمدينة، ونال تصنيفًا كموقع تاريخي محمي منذ 15 يناير 1975.
تعمل محطة ليموج بينيديكتان اليوم تحت إدارة الشركة الوطنية للسكك الحديدية الفرنسية، وتخدمها قطارات شبكتي إنترسيتيه [الفرنسية] وتي او ار أقطانية الجديدة [الفرنسية].